# Christmas Inheritance
A Christmas Inheritance (magyarul nem jelent meg) 2017-ben bemutatott amerikai karácsonyi romantikus dráma. A filmet Dinah Eng forgatókönyvéből Ernie Barbarash rendezte, főszereplői Eliza Taylor, Jake Lacy, Andie MacDowell és Lori Hallier. A film 2017. december 15-én jelent meg Netflixen.

## Cselekmény
Mielőtt az ambiciózus örökösnő, Ellen Langford megörökölhetné apja ajándéküzlet hálózatát, át kell adnia egy különleges karácsonyi képeslapot apja egykori partnerének Snow Fallsban, a szülővárosban, amit Ellen soha nem ismert. Ellen álnéven, mindössze 100 dollárral a zsebében, busszal utazik Snow Fallsba, hogy személyesen kézbesítse apja karácsonyi lapját üzleti partnerének, Zeke-nek, aki a helyi fogadó tulajdonosa. A városban összebarátkozik Jake-kel, a fogadó vezetőjével és nagynénjével, Debbie-vel, aki a helyi étterem tulajdonosa. Amikor egy hóvihar miatt a fogadóban kell maradnia, pénz híján kénytelen ledolgozni a szoba árát. Jake megosztja Ellennel, hogy felesége elhagyta, és miközben szakított vele, a háttérben a Csendes éj szólt, amit Jake azóta sem képes meghallgatni. Ellen arról mesél Jake-nek, hogy vőlegénye nem örül, amiért elhagyta New Yorkot a közelgő ünnep és tervezett vakációjuk miatt. Ellennek azonban bizonyítania kell apjának, hogy képes felelősségteljesen cselekedni, ezért vállalta a Snow Falls-i küldetést.  
Nagy hóvihar csap le a városra, a városlakók pedig igyekeznek segíteni egymásnak. Ellen a hóvihar közepette elmegy a hajléktalan Baxterért, hogy a fogadóba vigye, a szobáját pedig megosztja egy anyával és két gyermekével, akik az ítéletidőben áram nélkül maradtak. Jake és Ellen sétálni indulnak, Jake megmutatja a város jégszobrait a lánynak, miközben majdnem megcsókolják egymást, de Ellen visszakozik, mivel vőlegénye van. Másnap Ellen felajánlja, hogy segít adományokat gyűjteni a város jótékonysági akciójára, Jake pedig örömmel veszi a felajánlást. 
Ellen vőlegénye, Gray felbukkan Snow Fallsban, hogy hazavigye Ellent New Yorkba. Gray elejtett megjegyzéséből Jake rájön Ellen valódi személyazonosságára, és úgy érzi, a lány becsapta őt. Ellen nem találja meg Zeke-et, és elolvassa az utóbbi évek szentimentális üzeneteit közte és az apja között. Gray meggyőzi Ellent, hogy hagyják el Snow Fallst, mivel foglalásuk van Hawaii-ra. A kijelentkezésnél Jake megkérdezi Ellentől, hogy a vőlegényének, vagy a "Home and Hearth” családi ajándéküzletnek küldje-e a számlát. Ellen számára nyilvánvalóvá válik, hogy Jake rájött a titkára, egyúttal megkéri a férfit, hogy adja át Zeke-nek a képeslapot, Jake azonban megtagadja a kérést. 
A várost elhagyva Ellent rossz érzés keríti hatalmába és megkéri Grayt, hogy forduljon vissza. Megállnak egy benzinkútnál, Ellen visszaadja Graynek az eljegyzési gyűrűt és felszáll egy Snow Falls felé tartó buszra. A karácsonyi jótékonysági estre siet, ahol felbukkan a Mikulásnak öltözött Zeke, és emlékezteti a közösséget, hogy a tradíció, a barátság és a szeretet a legfontosabb ajándék. Később Ellen és Jake táncolnak, miközben Debbie a Csendes éjt énekli. 

## Szereplők
- Eliza Taylor – Ellen Langford
- Jake Lacy – Jake Collins
- Andie MacDowell – Debbie Collins
- Michael Xavier – Gray Pittman
- Neil Crone – Jim Langford
- Anthony Sherwood – Zeke bácsi
- Bill Lake – Williams kapitány
- Martin Roach – Paul Greenleaf seriff
- Joanna Douglas – Cara Chandler
- Mikayla Radan – Olivia "Livvy" Chandler
- Lori Hallier – Alice
- Mag Ruffman – Kathy Martin
- Lindsay Leese – Mrs. Worthington
- Telysa Chandler – Annabelle
- John Tench – Baxter

## Forgatás
A film forgatása 2017. március 24-én kezdődött a kanadai North Bayben és 2017. április 8-án ért véget.

## Kritikai fogadtatás
A film a Rotten Tomatoes weboldalon öt értékelés alapján 60%-ot ért el, mely átlagosan 6,2/10-es arányt jelent.